# Chlothsind
Chothsind a fost o prințesă francă din dinastia domnitoare a Merovingienilor.
Clothsind era fiica regelui Chlothar I al francilor (unul dintre cei patru fii a lui Clovis I) cu soția sa Ingund. Ea a fost prima soție a regelui Alboin al longobarzilor. Potrivit cronicii lui Paul Diaconul, Alboin și Clothsind au avut o fiică, pe Albsuinda.